# Аджапуа
Аджапуа (абх. Аџьапыуа; Џьапоу) — древний абхазский род, на данный момент представлен фамилией: Джопуа (Джонуа). Ветвями рода являются: Допуа и Джаппуев.

## Общие сведения
Род относится к сословию «анхаҩы цқьа» (свободные жители). Многочисленные сказания утверждают о древности рода, а составленное по воспоминаниям старцев семейное древо, насчитывает более десяти поколений.
Как и многие древние абхазские семьи подразделяется на ряд патронимических ветвей (абиҧара): линия Мадлея (Члоу), линия Марзофа (Члоу), линия Матыта (Члоу), линия Марыква (Члоу), линия Папына (Отап), линия Багира (Тхина). 
В старые времена Аджапуа жили в местечке Лоо (окрестности города Сочи), откуда они мигрировали в Цебельду. Это произошло после какой-то большой войны, когда центральная Абхазия опустела (еибашьра дук ашьҭаҳь, Аҧсны агәы анҭацәы). Здесь они долго блуждали, никого не встречая. Затем они встретились с Ануа, с которыми побратались. С этого времени появился запрет на брак между двумя этими родами.
Аджапуа выбрали себе место в Цебельде, в этой предгорной части компактно проживали князья Маршан. На горе Адагуа находилось святилище рода Аджапуа — Аджахашкяр (Аџьахашқьар), вокруг которого росли липы. Однажды пастух князей Маршан, пасший коз неподалёку от святилища, обрубил несколько деревьев, за что был убит сыновьями служителя культа.
Род Маршан, узнав о произошедшем, возмутились, и дело стало принимать нежелательный для Аджапуа поворот. Понимая, что справится с многочисленным княжеским родом им не удастся, они оставили эти места. Посовещавшись, решили разойтись в разные стороны, чтобы с одной стороны затруднить поиски, а с другой, если кто-либо погибнет, то другой продолжит род.
Один из братьев спустился вниз (район р. Кодор) и основал род Допуа (Адапуа), другие же поселились в поселке Аймара, в горной части села Члоу. Позднее от Аджапуа откололась часть, эта часть поселилась в Самурзакане, позднее их фамилия приобрела форму Джабауа (Џьабауа). В нынешнем роду Джопуа-Джонуа принято выделять три основных колена, названных по имени предков.
Факт миграции рода Аджапуа из Цебельды в Аймару подтверждает наличие одинаковых топонимов, в частности гора Када (Ҟада). В Аймару Аджапуа мигрировали вместе со своим святилищем. Также род Аджапуа встречается и на Северном Кавказе в форме Джапуев (Џьапыу). Со временем родовое имя Аджапуа перешло в более простонародное Джопуа. В Советское время же образовалась фамилия Джонуа, когда поэты Алексей и Чичико (Сирбей) Джопуа сменили свои фамилии на Джонуа. Тенденция смены фамилии продолжается и по сей день, бывают случаи когда в одной семье два родных брата носят разные фамилии (Джонуа и Джопуа соответственно).
На данный момент Джопуа-Джонуа один из самых многочисленных абхазских родов, он также встречается и среди абхазской диаспоры Турции. В годы Кавказской войны известен лидер антиколониального движения абхазских горцев — Исмаил (Смел) Аджапуа из села Члоу.
Род Джопуа-Джонуа проводит ежегодный фамильный сход, который сопровождается молением в семейном святилище Аджахашкяр в Аймаре. Недалеко от святилища также расположены руины древней родовой крепости.